# 슬럿페이스
슬럿페이스(Sløtface)는 노르웨이의 팝 록 밴드로, 2012년 노르웨이 스타방에르에서 결성되었다.

## 음반 목록

### 정규 앨범
- Try Not to Freak Out (2017)

### EP
- Slutface (2013)
- We're Just OK (2014)
- Sponge State (2016)
- Empire Records (2016)